# AIRMAN (Software)
AIRMAN ist ein Überwachungs- und Managementsystem, das von Airbus entwickelt und 2000 eingeführt wurde. Es dient der Zustandserfassung und Prognostik von Fly-by-Wire-Luftfahrzeugen und ist Teil von Air+, einem umfassenden Portfolio von Airbus mit Produkten und Diensten zur Optimierung des Flottenbetriebes. Die letzte Version (V9) wurde im November 2006 veröffentlicht.

## Nutzen
Ziel des Systems ist es Störungen im Vorfeld zu erkennen und dadurch die Stillstandzeiten eines Flugzeuges zu verringern.
Beim AIRMAN-System werden dafür die Aktivitäten der Flugzeugsysteme während des Fluges überwacht und die Informationen werden in Echtzeit an die Wartung am Boden weitergeleitet. Der Zugriff auf diese Informationen ist mit Internet-Technologie von jedem Ort aus über das Internet möglich. AIRMAN kann sowohl als Standalone System genutzt werden als auch in die IT-Systeme einer Fluggesellschaft integriert werden. Auch wenn der Nutzen dieses Systems allgemein schwer zu quantifizieren ist, wird geschätzt, dass pro Flugstunde 4 US-Dollar und 10 Minuten an Wartungsarbeiten gespart werden.

## Bereiche
Das Anwendungsgebiet von AIRMAN lässt sich in drei Bereiche unterteilen:
- Wartung und Wartungskontrolle (Line maintenance and Maintenance Control Centre)

Durch die Echtzeiterfassung von Daten kann die Wartung schon im Vorfeld über Störungen am Flugzeug informiert werden. In Kombination mit der technischen Dokumentation und empfohlenen Störbehebung können Instandsetzungsmaßnahmen schneller eingeleitet werden. In einer Datenbank werden erfolgreiche Wartungsarbeiten dokumentiert und für zukünftige Fehlersuche zur Verfügung gestellt.
- Erweiterte Wartungskontrolle (Maintenance Control Centre advanced)

Die Identifikation eines sich verschlechternden Systems erlaubt es einen Fehler zu korrigieren, bevor dieser dem Piloten auffällt. Dadurch können potentielle Verspätungen aufgrund eines Defektes vermieden werden. Das AIRMAN System ermöglicht es durch statistische Analyse von Fehlern und Warnhistorien zu erstellen, um so im Vorfeld Systeme zu erkennen, die sehr wahrscheinlich ausfallen werden. Das Ergebnis dieser Analyse mündet in der Aufgabenliste. Anhand dieser Liste können Fachleute weitere Instandsetzungsmaßnahmen einleiten.
- Technik (Engineering)

Die erfassten Wartungsdaten werden in einer Verlaufs-Datenbank erfasst. Diese ermöglicht genauere Untersuchungen von unvorhergesehenen Wartungsfällen. AIRMAN unterstützt Reportfunktionen, die es dem Nutzer ermöglichen, die Entwicklung des Flottenstatus und der Verfügbarkeit der Flugzeuge zu verfolgen.

## Kunden
Mehr als 84 Fluggesellschaften weltweit nutzen AIRMAN und über 2000 Flugzeuge werden durch AIRMAN überwacht. US Airways ist dabei der größte Nutzer und nutzt AIRMAN in mehr als 200 Airbus Flugzeugen.